# Wim Schepers

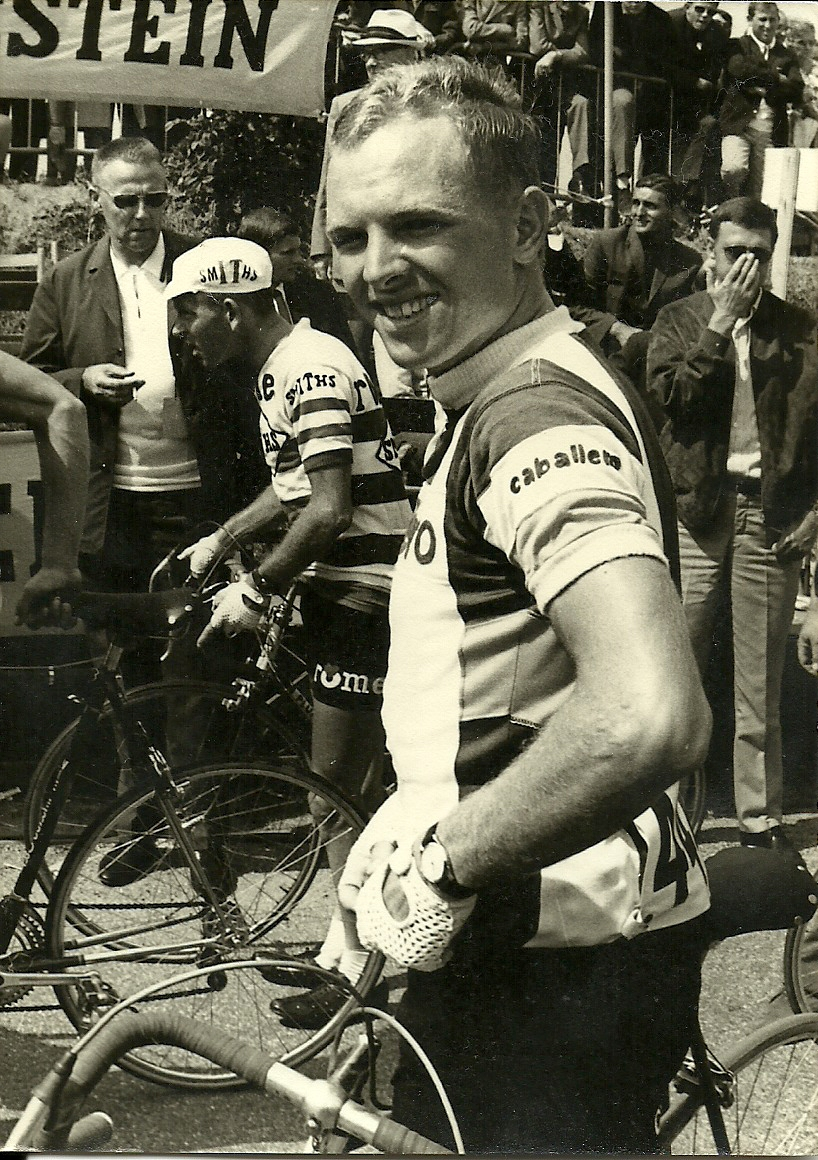
Wim Schepers (1973)

Wim Schepers (* 25. September 1943 in Stein, Provinz Limburg (Niederlande); † 25. September 1998 in Meers, Provinz Limburg (Niederlande)) war ein niederländischer Radrennfahrer und nationaler Meister im Radsport.

## Sportliche Laufbahn
Als Amateur gewann er 1965 zwei Etappen der Österreich-Rundfahrt und wurde Zweiter der niederländischen Limburg-Rundfahrt. 1966 war er im traditionsreichen britischen Eintagesrennen Manx Trophy erfolgreich.
Von 1966 bis 1975 war er als Berufsfahrer aktiv. Er begann seine Profilaufbahn im Radsportteam Caballero. 1972 und 1973 fuhr er für das deutsche Team Rokado. Seine bedeutendsten Erfolge waren zwei Etappensiege im Rennen Critérium du Dauphiné Libéré 1970 und der 2. Platz im Rennen Lüttich–Bastogne–Lüttich hinter Eddy Merckx 1972.
1967 belegte er den dritten Platz in der nationalen Meisterschaft im Straßenrennen. 1969 siegte er im Rennen Mandel–Lys–Escaut und wurde hinter Eric De Vlaeminck Zweiter der Belgien-Rundfahrt. 1970 gewann er den Circuit des six provinces und eine Etappe der Quatre Jours de Dunkerque. Im Rennen Rund um den Henningerturm wurde er dreimal Vierter.
Schepers war fünfmal am Start der Tour de France. Er wurde 1967 25., 1968, 1970, 1972 und 1973 schied er jeweils aus.
1971 wurde er wegen eines Dopingvergehens in der Vuelta a España sanktioniert und wurde 15. des Endklassements.

## Berufliches
Nach seiner Laufbahn als Profi betrieb er ein Café in seiner Heimatstadt.